# یولیانا فداک
 یولیانا فداک (اوکراینی: Юліана Леонідівна Федак؛ زادهٔ ۸ ژوئن ۱۹۸۳) یک تنیس‌باز اهل اوکراین است.